# Saverio Landolina
Saverio Landolina Nava (Catania, 17 febbraio 1743 – Siracusa, 1814) è stato un archeologo italiano.

## Biografia
Nato da famiglia di antica nobiltà, per la sua competenza in materia di antiquaria e archeologia fu nominato Regio Custode delle Antichità del Val Demone e del Val di Noto.
Il 7 gennaio 1804 rinvenne una statua di Venere, probabilmente una Venere Anadiomene (dal greco anadyomène, "emersa"), replica romana del II secolo d.C., attualmente esposta al Museo Archeologico Regionale "Paolo Orsi" di Siracusa, che da lui prese il nome di Venere Landolina.
Così come il celebre Ignazio Paternò Castello, principe di Biscari, per l'area catanese, fu guida di Jean Houel nel corso della tappa siracusana del suo Grand Tour.
Fu membro della Massoneria.

## Opere
- Saverio Landolina Nava, Relazione della rivoluzione accaduta in marzo 1790 nelle terre vicine a S. Maria di Niscemi nel Val di Noto in Sicilia / dal sig. cavaliere Saverio Landolina Nava; pubblicata dal d. Giovanni Enrico Bartels, In Hamburgo, 1792
- Saverio Landolina Nava, Dell'antico vino Pollio siracusano lettera del signor cavaliere Saverio Landolina Nava al signor canonico Andrea Zucchini e da questi comunicata al signor avvocato Lodovico Coltellini di Cortona, Catania, 1802
- Saverio Landolina Nava, Memorie intorno all'antica carta del papiro siracusano rinnovata dal cav. Saverio Landolina Nava / scritte dal presidente Francesco di Paola Avolio; a cura di Corrado Basile, Napoli, Officine grafiche Palomba, 1991